# Ciocalapata
Ciocalapata is een geslacht van sponsdieren uit de klasse van de Demospongiae (gewone sponzen).

## Soorten
- Ciocalapata amorphosa (Ridley & Dendy, 1886)
- Ciocalapata minuspiculifera Lage, Carvalho & Menegola, 2013